# Sténotypie

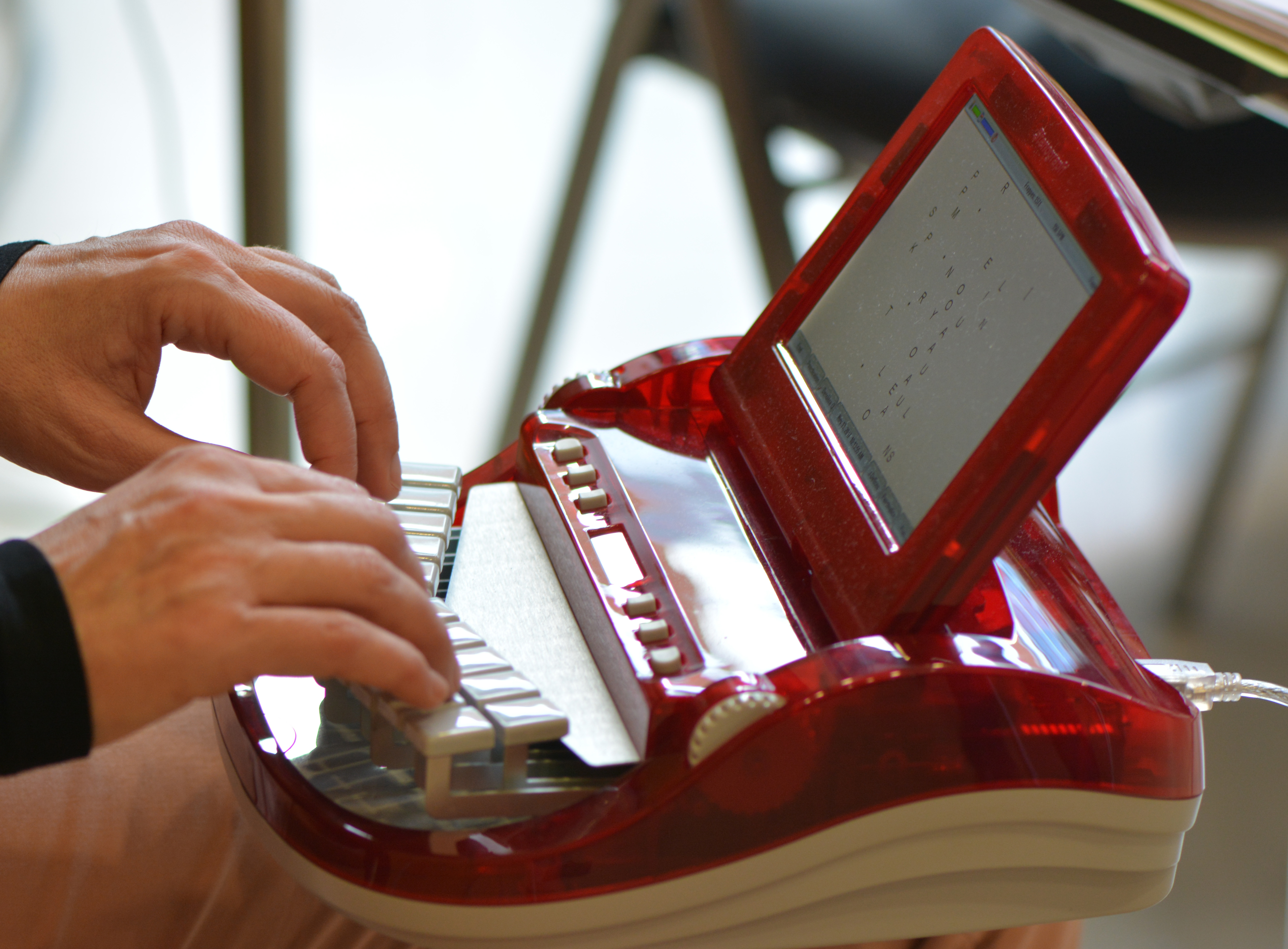
Sténographe utilisé par une sténotypiste.

La sténotypie est une méthode d'écriture qui repose sur la phonétique, servant à retranscrire des discours oraux avec une sténotype. Elle permet de taper des mots plus rapidement que sur un clavier d'ordinateur ou qu'en utilisant la méthode de la sténographie. Il est possible d'atteindre une vitesse de 220 mots par minute, c'est-à-dire aller aussi vite que la parole et donc de pouvoir faire une prise intégrale du discours.